# 한국광학회
한국광학회는 광학에 관한 학문과 기술의 발전 및 보급에 기여하며 과학기술의 발전에 이바지함을 목적으로 1990년 2월 20일 설립허가된 대한민국 미래창조과학부 소관의 사단법인이다. 사무실은 서울특별시 마포구 도화동 560 태영데시앙 1610호에 있다.
겨울과 여름의 방학기간을 이용하여 학생들과 연구원들을 위한 학술 발표대회를 주관하고 있다. 발행하는 학술잡지로는 한국광학회지와 영문지 COPP가 있다.

## 분과위원회
분과위원회는 동일 또는 유사 전문연구분야의 연구자간의 연대를 강화하고 정보교환 및 공동연구에 도움이 되도록 하기 위해 설립된 분과가 다음과 같이 8개가 있다.
- 광과학
- 광기술
- 포토닉스
- 양자전자
- 디지털홀로그래피 및 정보광학
- 바이오포토닉스
- 디스플레이
- 양자광학 및 양자정보
- 리소그래피

각 분과에서는 독자적으로 워크숍, 심포지움, 세미나 및 월례강연회 등을 개최하고 있으며 프로시딩(발표논문집)과 뉴스레터 등을 발간하고 있다.